# Poiana richardsonii
Poiana richardsonii (лінзанг африканський) — вид ссавців родини Віверових (Viverridae). P. richardsonii мають тонкі тіла середніх розмірів, округлі, трикутні вуха і загострені мордочки. Інша назва виду центрально-африканський оян. Вид був таксономічно описаний як Genetta richardsonii Thomson, 1842.

## Етимологія
Вид названий на честь сера Джона Річардсона (англ. John Richardson, 1787—1865), шотландського морського хірурга й дослідника Арктики, посвяченого у лицарі в 1846 році. Він був другом сера Джона Франкліна і взяв участь в експедиціях Франкліна 1819—1822 і 1825—1827 років. Гори Річардсона в Канаді названі також на його честь. Ось, що Томсон пише в своєму описі лінзанга: «я прийняв можливість іменування Genetta в честь мого друга доктора Джона Річардсона, інспектора Військово-морського шпиталю в Хасларі, так добре відомого за його великі наукові знання, і так вельми шанованого у військово-морській службі всіма його братами по медицині».

## Опис
Це відносно невеликий член родини віверових. Середня довжина голови й тіла складає від 33 до 38 см. Довжина хвоста, як правило, від 35 до 40 см, висота в холці становить приблизно від 15 до 18 см, вага від 500 до 700 грам. Не повідомлялося про відмінності в розмірах між самцями й самицями. 
Волосяний покрив варіюється від блідо-жовтого до коричнево-сірого або оранжево-коричневого кольору на спинній стороні тіла. Черевна сторона тіла від білого до кремового кольору. Спинна сторона має від закруглених до овальних плям, які від темно-коричневого до чорного кольору. Ці плями розташовані нерегулярними рядами від 4 до 5 на кожній стороні тіла. Плями вздовж плечей і спини часто зливаються в смуги. Довгий, циліндричний хвіст має 10–14 чорних кілець, які розрізняються по ширині. Кінчик хвоста чорний або світлий. Ноги короткі, передні кінцівки дещо коротші від задніх ніг, задні ноги чорного кольору на нижній стороні. P. richardsonii має волохаті підошви, за винятком подушечок. Є 5 пальців і на і на задніх лапах; кігті дещо зігнуті й напіввтяжні. Очі середнього розміру. Ікла тонкі, премоляри гострі, корінні зуби відносно малі. Зубна формула: I 3/3, C 1/1, P 4/4, M 1/2.

## Середовище проживання
Записаний у південному Камеруні, на півдні Центральноафриканської Республіки, в Екваторіальній Гвінеї, Габоні, Республіці Конго і ДР Конго на схід до Рифтової долини. Також присутній на острові Біоко. Мешкає в гірських долинах і лісах.

## Загрози та охорона
Серйозних загроз для виду нема, але він може локально зазнавати зниження чисельності через втрати лісів і мисливство. Мабуть трапляється на кількох охоронних територіях по всьому ареалу.